# Yoron
Cet article concerne une langue. Pour l'île du même nom, voir Yoronjima.
Le yoron est une langue parlée au Japon, sur l'île de Yoronjima, située dans la préfecture de Kagoshima. Il fait partie du groupe des langues ryukyu, apparentées au japonais. Le nombre de locuteurs est très faible.